# Saxby (Lincolnshire)
Pour les articles homonymes, voir Saxby.
Saxby est une paroisse civile et un village du Lincolnshire, en Angleterre.